# Eutrochium maculatum
 (août 2015).
Si vous disposez d'ouvrages ou d'articles de référence ou si vous connaissez des sites web de qualité traitant du thème abordé ici, merci de compléter l'article en donnant les références utiles à sa vérifiabilité et en les liant à la section « Notes et références ».
Espèce
Synonymes
- Eutrochium maculatum var. maculatum[1]

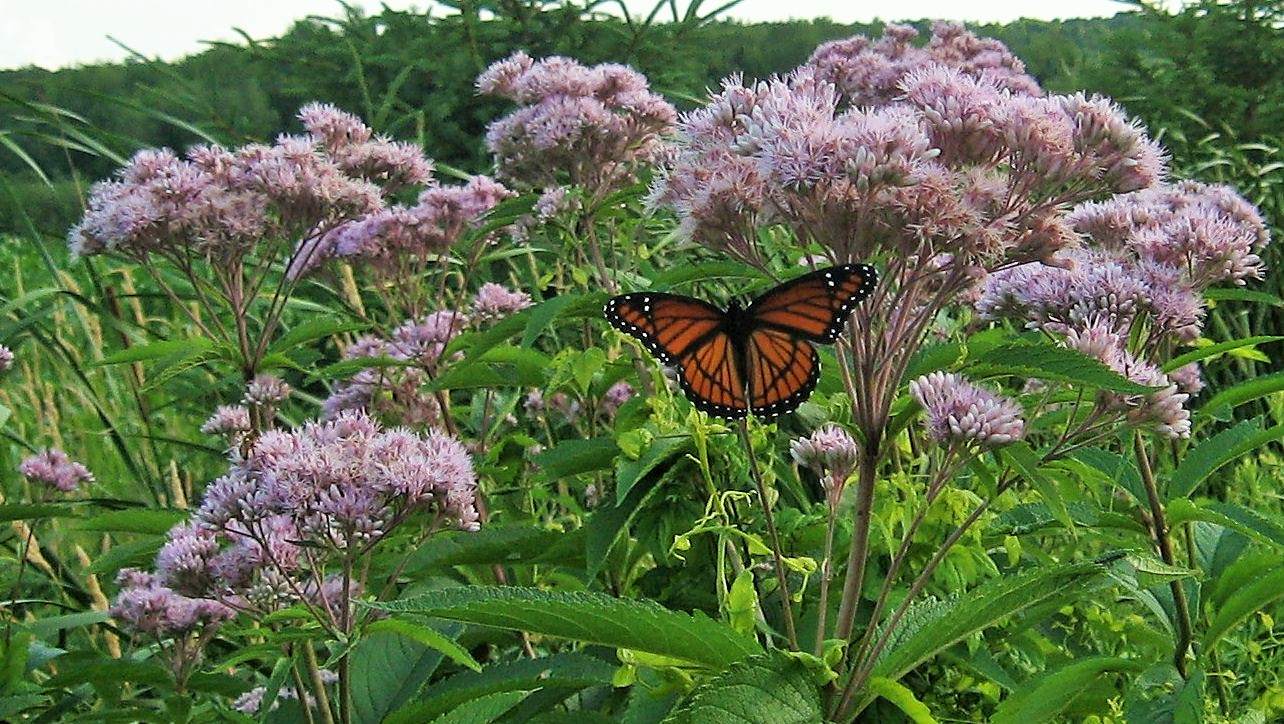
Plusieurs Eutrochium maculatum (Eupatoire maculée) dans un fossé le long d'une piste cyclable dans le Sud du Québec avec un papillon vice-roi sur l'une des plantes.

Eutrochium maculatum, communément appelé Eupatoire maculée ou Eupatoire pourpre, est une espèce de plantes à fleurs de la famille des Asteraceae et du genre Eutrochium d'origine nord-américaine. Elle est répandue dans une grande partie des États-Unis et au Canada. Elle est abondante et n'est pas menacée.

## Description
Eutrochium maculatum est une plante herbacée vivace atteignant parfois 2 m. Les tiges sont parfois complètement pourpres, parfois vertes maculées de pourpre. Les feuilles sont à tiges courtes, lancéolées, dentelées, longues de 6 à 20 cm, verticillées par trois à cinq. L'inflorescence, en corymbe aplati et dense, est formée de capitules de 9 à 15 fleurs ; les fleurs sont pourpres, peu ou pas exsertes. L'eupatoire pourpre ne fleurit que tardivement, fin d'août et septembre au Québec. Les fruits sont des akènes pseudo-graines avec une touffe de poils souples.
L'Eupatoire maculée accueille plusieurs espèces de papillons, dont la Coliade de la luzerne, le Croissant perlé, la Belle dame, le Grand porte-queue, le Papillon glauque, la Fritillaire panachée, le Vulcain et le Vice-roi (voir illustration).

## Distribution
L'Eupatoire maculée pousse dans les fossés et les zones humides. La plante aime le plein soleil fréquent dans les lieux humides. 
Sa rusticité est excellente, elle est classée en zone 2. On la rencontre donc jusque dans le Grand Nord.

## Liste des sous-espèces et variétés
Selon Tropicos (23 février 2022) (Attention liste brute contenant possiblement des synonymes) :
- variété Eutrochium maculatum var. bruneri (A. Gray) E.E. Lamont
- variété Eutrochium maculatum var. foliosum (Fernald) E.E. Lamont
- variété Eutrochium maculatum var. maculatum